# Superpitcher
Aksel Schaufler (né en 1973), mieux connu sous le nom de Superpitcher, est un musicien et producteur allemand. Il est affilié au label Kompakt, basé à Cologne.

## Biographie
Aksel grandit à Laichingen près d'Ulm avec sept frères et sœurs. D'après ses propres déclarations, sa mère était membre d'une secte religieuse. En 1994, il commence à pratiquer la musique en remixant des morceaux et en produisant sa propre musique. Il s'intéresse alors à ce moment-là principalement au hip-hop, dub et reggae. En 1996, il déménage à Cologne, où il renforce son intérêt pour la musique électronique. Il y rencontre Michael Mayer et Tobias Thomas du label Kompakt, qui lui propose de travailler pour ce même label. Aksel Schaufler fait ses premiers pas au Club Studio 672 à Cologne sous le nom de Superpitcher Resident DJ, et se fait rapidement un nom dans le milieu musical.
Il fait sa première apparition dans un vinyle de la série Kreisel 99, puis sur la compilation Total 2 du label Kompakt, sortie en 2000, avec le morceau Shadows. En 2001, il contribue à plusieurs morceaux dont Heroin et Tomorrow et Total 3. En 2002, sort  Total 4, contenant trois autres titres de Schaufler, une reprise du morceau Baby's on Fire de Brian Eno. Il sort peu de temps après son deuxième album, Yesterday, en retravaillant des titres comme Tomorrow et Heroin.
En 2004, il sort son premier album intitulé Here Comes Love. Le 6 septembre 2010, sort son deuxième album Kilimanjaro.
Superpitcher et Michael Mayer collaborent sous le pseudonyme Supermayer. Leur premier album, Save the World, sort le 17 septembre 2007 en Europe et le 25 septembre aux États-Unis,,. Le duo se produit jusqu'en 2008 au Festival international de Benicàssim puis au festival Distortion de Copenhague en 2009 et 2011. Le titre Little Raver est d'ailleurs un morceau composé pour la bande annonce de l'édition 2015 du festival.
En 2017, l'artiste dévoile son dernier projet musical intitulé The Golden Ravedays mois par mois en publiant à chaque fin de mois de l'année 2017, deux morceaux sous forme d'un EP, d'une durée de 10 à 0 minutes. Le total représente un ensemble de 24 morceaux pour une durée totale de plus de six heures.

## Discographie

### Albums studio
- 2004 : Here Comes Love
- 2005 : Today (CD mixé)
- 2010 : Kilimanjaro
- 2016 : So Far So Super
- 2017 : The Golden Ravedays

### Singles
- 1999 : Softmachine / Let's Cruise (1999)
- Grounded / Dubbin' in a Smoky Room (as Sir Positive)
- 2001 : Heroin
- 2002 : Yesterday
- 2003 : Pure Luck (sous Sir Positive)
- 2004 : Happiness
- 2004 : Baby's on Fire
- 2008 : Say I'm Your Number One

### Remixes
- Phantom/Ghost - Nothing is Written
- Tocotronic - Hi Freaks
- Carsten Jost - Krokus
- Lullabies In The Dark - Iridium
- Along The Wire - Lawrence
- The Dream of Evan and Chan - Dntel
- Paradis - Sur une chanson en français